# 草薙竜樹
草薙 竜樹（くさなぎ りゅうじゅ）は、日本の女性漫画家。牡羊座、A型。
実業之日本社の漫画雑誌「ティーンズコミックパル→少女パル」および「恋はおまかせスペシャル」（「My Birthday」増刊）で活動した。

## 代表作
- 『何様シリーズ』
  - 『何様のつもりダ!!』（全4巻）
  - 『続　何様のつもりダ!!』（既刊3巻）
  - 『Engage―何様のつもりダ!!』（前後編全2巻）
  - 『何様のつもりダ!!　新婚編』（既刊3巻）
- 『×××シリーズ』
  - 『そこから先は×××』
  - 『あなただけ×××』

すべてMBcomics（実業之日本社）
以下は、秋田書店
- 教えて・旦那サマ（既刊18巻　MIU恋愛MAXCOMICS）

## その他の作品リスト
- 『こねこにKISS』
- 『ぴんくな予感』
- 『親にもナイショで』
- 『愛しあってるかい』
- 『だって思春期』
- 『ガッツだぜ』（全2巻）
- 『よけーなお世話!!』
- 『禁断の花園』(既刊1巻)

以上、MBcomics(実業之日本社)
- 『親にもヒミツで』(祥伝社ダーリンセレクション)

以下は、大都社/秋水社
- ｾﾝｾｲ=S彼×ご主人様
  1. 堕とされそう×××(1)
  2. 堕とされそう×××(2)
  3. 堕とされそう×××(3)
  4. 満足できないｯ!!(1)
  5. 満足できないｯ!!(2)
  6. 満足できないｯ!!(3)
  7. 誘惑∞(無限大)

## 「水城かなる」について
一水社から出版されたティーンズラブ漫画雑誌「少女革命」や、おなじく一水社から出版されたレディースコミック誌「恋愛革命」にて作品を発表していた「水城かなる」は草薙と画風が似ていた。
「水城かなる」は自分が草薙であることを否定していたが、草薙が水城作品の『禁断の花園』をリメイクした際にその単行本で、暗に水城かなるは草薙を含むユニットであったことを認めている。

## 「水城かなる」としての作品リスト
- 『ピンクのバイブル』
- 『オトナにしてね』
- 『CRAZY CRAZY』
- 『禁断の恋』

以上の4点は光彩書房光彩コミックスピンキーティーンズシリーズ
- 『熱愛少女』(祥伝社ダーリンセレクション)